# Bruno Tonioli

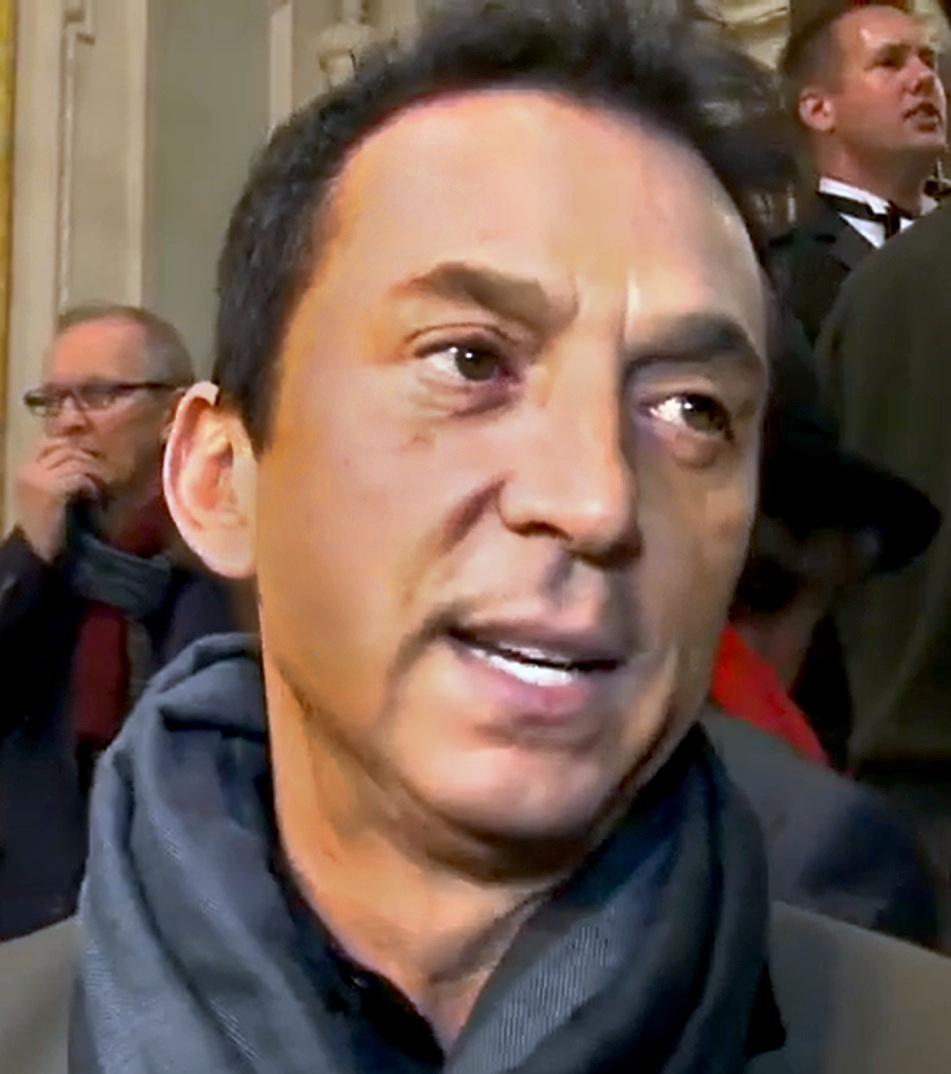
Bruno Tonioli em 2015

Bruno Tonioli (pronúncia italiana: [ˈbruno tonˈjɔli] é um coreógrafo, dançarino, e personalidade de TV italiano .
Ele apareceu como juiz em um programa de televisão britânico de competição de dança Estritamente Vem Dançar e a sua adaptação Americana Dançando com as Estrelas na  ABC TV nos eua.
Tonioli co-criou e apareceu no show de talentos da BBC DanceX, e a sua adaptação Americana, Dance War: Bruno vs. Carrie Ann.[carece de fontes?]

## Carreira
No início da década de 1970, Tonioli foi membro da companhia La Grande Eugene baseado em Paris, e mais tarde juntou-se a Companhia Lindsay Kemp. Ele trabalhou extensivamente como dançarino freelancer.
Tonioli trabalhou no negócio da música como coreógrafo para vídeos de música, espetáculos de palco, além de tour de artistas como Tina Turner, Sting, Elton John, Rolling Stones, Freddie Mercury, Sinitta, Boy George, Dead or Alive, e Duran Duran.
Sua associação estreita com a banda Bananarama produziu muitos vídeos, de "Venus" até "Movin' On".
Tonioli coreografou o vídeo musical da banda Arcadia para a canção "Election Day", como mostrado em um documentário da década de 1980 intitulado The Making of Election Day.
Os créditos de filmes de Tonioli incluem Ella Enchanted, The Gathering Storm,  Little Voice, Dancin' thru the Dark, O Enigma, O agente de Condicional, e O Que uma Garota Quer. Seus créditos de filmes para a televisão incluem o Blake 7 episódio de Resgate, Miss Marple's O Corpo na Biblioteca, a Loira, Scarlet Pimpernel, e As Necessidades básicas. Os Créditos de teatro incluem La Vie Parisienne, Godspell, Steve Coogan's show The Man Who Thinks He's It, e "Paixão Proibida" (BBC TV, trilogia de 1985, intitulado Oscar no Reino Unido), interpretando o servo de Oscar Wilde (Michael Gambon).
Outros créditos de televisão  incluem Absolutamente Fabuloso (2003), The Tony Ferrino Phenomenon, Ghosts of Oxford Street, O BRIT Awards (1988, 1990, 1991), muitos episódios de Top of the Pops, três Royal variety Performance, Miss Mundo (1998-1999), e a edição Australiana do Dançando com as Estrelas como jurado convidado.
Nos Estados Unidos, ele já apareceu em vários talk shows, incluindo Larry King Live, The Tonight Show com Jay Leno, A Bonnie Hunt Show, Jimmy Kimmel Live!, A Exibição, ao Vivo, com Regis & Kelly, Rachael Ray, The Soup, Lopez Tonight, e o Chelsea Ultimamente.
Em janeiro de 2008, a ABC estreou  Dance War: Bruno vs. Carrie-Ann. O time de Tonioli venceu a votação do espectadores, ganhando um contrato com a Hollywood Records.
Em 2009 e 2010, ele foi um jurado sobre a turnê britânica do Strictly Come Dancing Live, aparecendo em 45 performances em cada tour.
 O comentário mais comum sobre o estilo de Tonioli, muitas vezes, inclui descrições coloridas. Como exemplos, durante o seu tempo em Dançando Com as Estrelas EUA, Tonioli chamou Cheetah Girl Sabrina Bryan "como uma lince à espreita" e rotulou cantor e ator Billy Ray Cyrus "urso louco perdido em um pântano".
Uma  controvérsia menor surgiu depois de Tonioli fez observações em Dançando Com as Estrelas EUA ao competidor Michael Bolton e parceiro de dança de Chelsie Hightower, em 27 de setembro de 2010, após o show, quando um jurado disse que a dança de Bolton jive foi a pior que ele tinha visto em todas as 11 temporadas. Bolton expressou sua insatisfação com destaque na mídia, depois pedindo a ABC para divulgar um comunicado defendendo Tonioli.
Em setembro de 2012, Tonioli lançou uma autobiografia intitulada Bruno Tonioli: a Minha História.
No mesmo ano, ele apareceu como um cantor mariachi e dançarino em um comercial de Dole.

## Vida pessoal
Nascido em Ferrara, Tonioli é fluente em cinco línguas: italiano, inglês, português, espanhol, e francês.
Tonioli é gay, e falou sobre o bullying homofóbico que ele sofreu na sua juventude.